# Cool Me Down
„Cool Me Down“ je singl Margaret, vydaný 19. února 2016. Píseň napsali a složili Robert Uhlmann, Arash, Alex Papaconstantinou, Anderz Wrethov, Viktor Svensson a Linnea Deb.
Skladba se v rozmezí 19. 03. – 25. 03. 2016 nacházela na 4. místě polského žebříčku AirPlay nehranějších skladeb polských rozhlasových stanic. Se skladbou se Margaret zúčastnila polského národního výběru pro Eurovision Song Contest 2016, který se konal 5. března 2016.

## Vznik písně
Píseň složili a otextovali Robert Uhlmann, Arash, Alex Papaconstantinou, Anderz Wrethov, Viktor Svensson a Linnea Deb. Kompozice se nese ve stylu popu s vlivy reggae a elektropopu. Produkci písně měl na starosti Alex Papaconstantinou a Viktor Svensson. Na dodatkové produkci se podíleli Arash, Robert Uhlmann a Anderz Wrethov. Skladba byla nahrána ve švédském městě Malmö.

## Polské národní kolo
Dne 8. února 2016 zpěvačka ve vyslání rozhlasové stanice RMF FM potvrdila, že se spolu s písní „Cool Me Down” přihlásila do polského národního kola pro Eurovision Song Contest 2016. O několik dní později se píseň objevila na seznamu kvalifikantů do finále národního výběru.
Po premiéře písně „Cool Me Down” bylo Polsko pasována na 1. místo u bookmakerů, kteří ji tipovali na vítězku celé Eurovision Song Contest. Dne 5. března Margaret vystoupila ve finále výběru Krajowe Eliminacje, které se konalo v sídle Polské televize ve Varšavě. Ve finále se umístila na 2. místě s podílem 24,72% hlasů.

## Premiéra
Rádiová premiéra singlu se konala 17. února 2016 ve vysílání Eska, RMF FM, RMF Maxxx a Zet. Ve stejný den píseň byla k dispozici i ve službě službě Tidal, který získal exkluzivní práva k distribuci nahrávky v následujících 24 hodinách. Skladba debutovala v polském žebříčku AirPlay nehranějších skladeb polských rozhlasových stanic na pozici 23.

## Videoklip
Dne 18. února 2016 bylo na stránkách YouTube zveřejněno tzv. „lyric video”, ke kterému Bogna Kowalczyk vytvořila animaci. V průběhu dvou měsíců od svého vydání zaznamenalo více než 11 milionů zhlédnutí. Navíc se videoklip umístil na 2. místě v žebříčku nejhranějších hudebních videoklipů, které vysílají televizní hudební stanice v Polsku. Dne 17. května 2016 měl premiéru oficiální videoklip k písni, který režírovala Olga Czyżykiewicz.

## Historie vydání
Singl byl vydán v digitální podobě ke stažení 19. února 2016 v Polsku prostřednictvím hudebních vydavatelství Magic Records a Extensive Music. Píseň je také předzvěstí druhého sólového alba zpěvačky Maragaret. Dne 11. března singl vyšel v Rusku. Dne 15. dubna byly následně uvedeny do prodeje oficiální remixy hitu. Dne 22. dubna byl singl celosvětově vydán mezinárodní hudební společností Warner Music Group.
| Region      | Datum           | Formát               | Vydavatelství                  |
| ----------- | --------------- | -------------------- | ------------------------------ |
| Polsko      | 19. únor 2016   | Digitální distribuce | Magic Records, Extensive Music |
| Rusko       | 11. březen 2016 | Digitální distribuce | Broma16                        |
| Celosvětově | 22. duben 2016  | Digitální distribuce | Warner Music                   |

## Komerční úspěch
Singl se vyšplhal na 4. místo v žebříčku AirPlay – Top nejhranějších skladeb polských rozhlasových stanic a v Polsku získal dvojitou platinovou desku za více než 40 tisíc prodaných kopií. Kompozice se také nacházela na 36. místě v žebříčku nejprodávanějších singlů ve Švédsku a získala zlatou desku za prodej více než 20 000 kopií.
V polovině května 2016 se „Cool Me Down“ stala nejpopulárnější písní od polského umělce na Spotify za více než 2 700 000 přehrání a tak překonala rekord, který předtím patřil písni „W dobrą stronę” Dawida Podsiadły.
Kompozice se vydobyla nominaci na ceny Eska Music Awards 2016 v kategorie Najlepší hit.

## Seznam skladeb
Digital download
1. „Cool Me Down” – 2:59

Remixy
1. „Cool Me Down” – 2:59
2. „Cool Me Down” (Extended) – 4:32
3. „Cool Me Down” (Mike Candys Remix) – 4:44
4. „Cool Me Down” (Antrox Remix) – 4:21
5. „Cool Me Down” (Decaville Remix) – 4:06
6. „Cool Me Down” (Instrumental) – 3:02

Acoustic
1. „Cool Me Down” (Acoustic) – 3:23

## Žebříčky

### Pozice v oficiálním seznamu prodejnosti
| Země    | Žebříček (2016) | Nejvyšší pozice | Certifikace        | Prodejnost |
| ------- | --------------- | --------------- | ------------------ | ---------- |
| Polsko  |                 |                 | 2× platinová deska | 40 000+    |
| Švédsko | Singles Top 100 | 36              | zlatá deska        | 20 000+    |

### Umístění v žebříčcích AirPlay
| Země     | Žebříček (2016)            | Nejvyšší pozice |
| -------- | -------------------------- | --------------- |
| Německo  | Deutsche Airplay-Charts    | 96              |
| Polsko   | AirPlay – Top              | 4               |
| Polsko   | AirPlay – Nowości          | 1               |
| Polsko   | AirPlay – Największe skoki | 1               |
| Polsko   | AirPlay – TV               | 1               |
| Rusko    | Top Hit Weekly General     | 180             |
| Rumunsko | Airplay 100                | 22              |
| Rumunsko | International Top Songs    | 8               |

### Pozice v rozhlasových hudebních hitparádách
| Země   | Žebříček (2016)                           | Nejvyšší pozice |
| ------ | ----------------------------------------- | --------------- |
| Řecko  | Radio1 (Hot 75)                           | 13              |
| Řecko  | Radio1 (Airplay)                          | 10              |
| Řecko  | Radio1 (Fresh New)                        | 5               |
| Polsko | Radio Bielsko (Codzienna Lista Przebojów) | 1               |
| Polsko | Radio Eska (Gorąca 20)                    | 1               |
| Polsko | Radio Szczecin (SLiP)                     | 10              |
| Polsko | Radio Zet (Lista przebojów)               | 1               |
| Polsko | RMF FM (POPLista)                         | 1               |
| Polsko | RMF Maxxx (Hop Bęc)                       | 1               |
| Polsko | Wietrzne Radio (Top 15)                   | 7               |
| Polsko | ZPAV (Top – Dyskoteki)                    | 8               |
| USA    | Billboard (Twitter Emerging Artists)      | 14              |
| USA    | Billboard (Spotify Velocity)              | 29              |

## Ocenění a nominace
| Rok  | Soutěž                                  | Kategorie    | Výsledek |
| ---- | --------------------------------------- | ------------ | -------- |
| 2016 | Eska Music Awards 2016                  | Najlepší hit | nominace |
| 2016 | Hit léta rádia RMF FM a televize Polsat | Hit léta     | Top 3    |